# Motor de corriente alterna

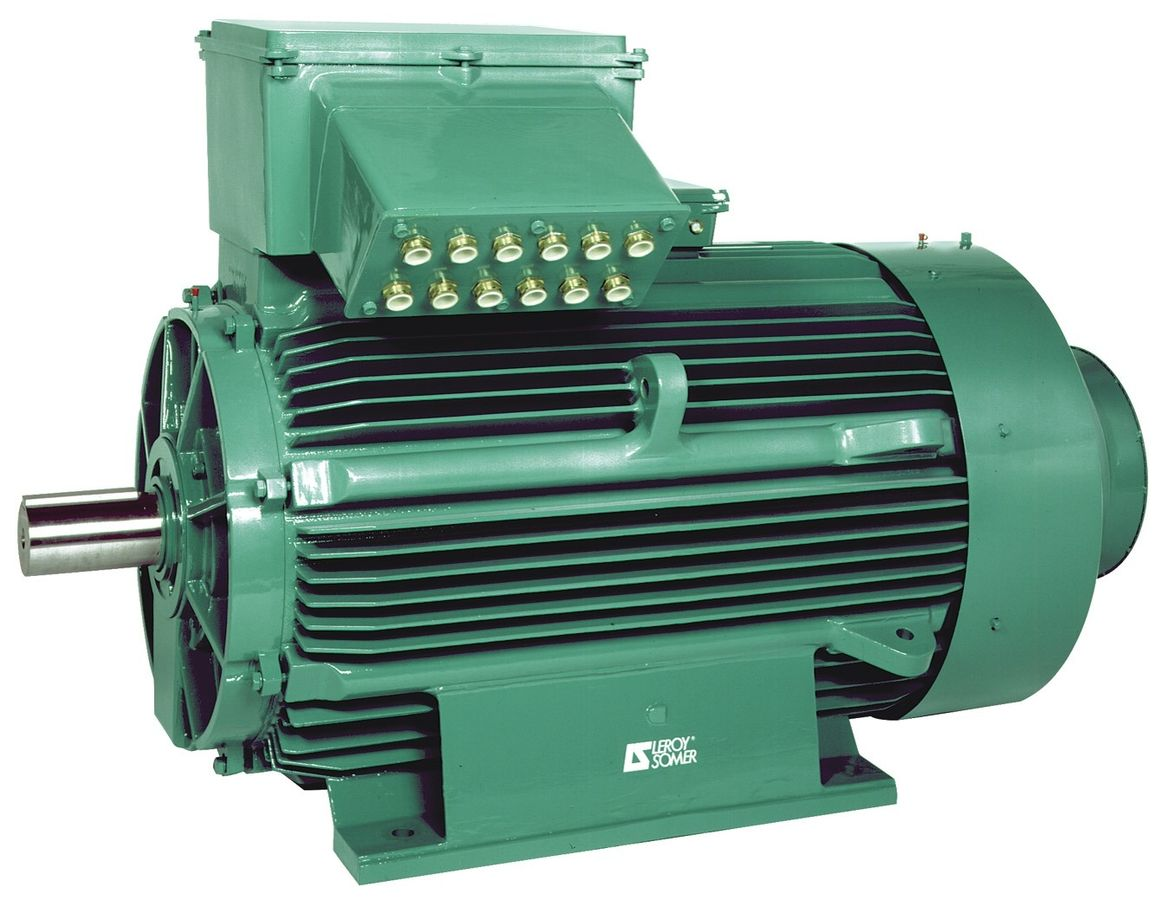
Motor de CA con caja de terminales eléctricos en la parte superior y salida de eje de rotación a la izquierda.

Animación del campo magnético giratorio producido por el estator en un motor síncrono o asíncrono (de inducción).

Se denomina motor de corriente alterna a aquellos motores eléctricos que funcionan con alimentación eléctrica en corriente alterna. Un motor es una máquina motriz, esto es, un aparato que convierte una forma determinada de energía en energía mecánica de rotación o par. Un motor eléctrico convierte la energía eléctrica en fuerzas de giro por medio de la acción mutua de los campos magnéticos.
Un generador eléctrico, por otra parte, transforma energía mecánica de rotación en energía eléctrica y se le puede llamar una máquina generatriz de FEM (fuerza electromotriz). Las dos formas básicas son el generador de corriente continua y el generador de corriente alterna, este último más correctamente llamado alternador.
Todos los generadores necesitan una máquina motriz (motor) de algún tipo para producir la fuerza de rotación, por medio de la cual un conductor puede cortar las líneas de fuerza magnéticas y producir una FEM. La máquina más simple de los motores y generadores es el alternador.

## Motores de corriente alterna
En algunos de los casos, tales como barcos, donde la fuente principal de energía es de corriente continua, o donde se desea un gran margen de velocidades de giro, pueden emplearse motores de C.C. Sin embargo, la mayoría de los motores modernos trabajan con fuentes de corriente alterna. Existe una gran variedad de motores de CA, entre ellos tres tipos básicos: el universal, el síncrono y el de jaula de ardilla.
Un motor eléctrico es una máquina eléctrica que transforma energía eléctrica en energía mecánica por medio de campos magnéticos variables. Los motores eléctricos se componen en dos partes, una fija llamada estator y una móvil llamada rotor.
Funcionan generalmente bajo los principios del magnetismo. Los motores de corriente alterna se clasifican según el número de fases en monofásicos, bifásicos y trifásicos, siendo estos últimos los más utilizados a nivel industrial.
Los motores eléctricos se hallan formados por varios elementos, sin embargo, las partes principales son: el estator, la carcasa, la base, el rotor, la caja de conexiones, las tapas y los cojinetes. No obstante, un motor puede funcionar solo con el estator y el rotor.
El mantenimiento preventivo de los motores de corriente alterna es muy importante ya que alarga la vida útil del motor y disminuye pérdidas y deformaciones del mismo.

### Motores universales
Los motores universales trabajan con voltajes de corriente continua o corriente alterna. Tal motor, llamado universal, se utiliza en sierras eléctricas, taladros, utensilios de cocina, ventiladores, sopladores, batidoras y otras aplicaciones donde se requiere gran velocidad de giro con cargas débiles o fuerzas resistentes pequeñas. Estos motores para corriente alterna y continua, incluyendo los universales, se distinguen por su conmutador devanado y las escobillas. Los componentes de este motor son: Los campos (estator), la masa (rotor), las escobillas (los excitadores) y las tapas (las cubiertas laterales del motor). El circuito eléctrico es muy simple, tiene solamente una vía para el paso de la corriente, porque el circuito está conectado en serie. Su potencial es mayor por tener mayor flexibilidad en vencer la inercia cuando está en reposo, o sea, tiene un par de arranque excelente, pero tiene una dificultad, y es que no está construido para su uso continuo o permanente (durante largos períodos de tiempo). 
Otra dificultad de los motores universales son las emisiones electromagnéticas. Las chispas del colector ("chisporroteos") junto con su propio campo magnético generan interferencias o ruido en el espacio radioeléctrico. Esto se puede reducir por medio de los condensadores de paso, de 0,001 μF a 0,01 μF, conectados de las escobillas a la carcasa del motor y conectando ésta a masa. Estos motores tienen la ventaja de que alcanzan grandes velocidades de giro, pero con poca fuerza. Existen también motores de corriente alterna trifásica que funcionan a 380 V y a otras tensiones.

### Motores asíncronos
El motor asíncrono trifásico está formado por un rotor, que puede ser de dos tipos: de jaula de ardilla o bobinado; y un estator, en el que se encuentran las bobinas inductoras. Estas bobinas son trifásicas y están desfasadas entre sí 120° en el espacio. Según el teorema de Ferraris, cuando por estas bobinas circula un sistema de corrientes trifásicas equilibradas, por el cual el desfase en el tiempo es también de 120°, se induce un campo magnético giratorio que envuelve al rotor. Este campo magnético variable va a inducir una tensión en el rotor según la Ley de inducción de Faraday:
{\displaystyle {\mathcal {E}}=-N{d\Phi  \over dt}}
Entonces se da el efecto Laplace (o efecto motor): todo conductor por el que circula una corriente eléctrica, inmerso en un campo magnético experimenta una fuerza que lo tiende a poner en movimiento. Simultáneamente se da el efecto Faraday (o efecto generador): en todo conductor que se mueva en el seno de un campo magnético se induce una tensión.
El campo magnético giratorio, a velocidad de sincronismo, creado por el bobinado del estator, corta los conductores del rotor, por lo que se genera una fuerza electromotriz de inducción.
La acción mutua del campo giratorio y las corrientes existentes en los conductores del rotor, originan una fuerza electrodinámica sobre dichos conductores del rotor, las cuales hacen girar el rotor del motor.
La diferencia entre las velocidades del rotor y del campo magnético se denomina deslizamiento.

### Motores síncronos
De acuerdo con estos principios, se puede utilizar un alternador como motor en determinadas circunstancias, aunque si se excita el campo con CC y se alimenta por los anillos colectores a la bobina del rotor con CA, la máquina no arrancará. El campo alrededor de la bobina del rotor es alterno en polaridad magnética pero durante un semiperiodo del ciclo completo, intentará moverse en una dirección y durante el siguiente semiperiodo en la dirección opuesta. El resultado es que la máquina permanece parada. La máquina solamente se calentará y posiblemente se quemará.
Para generar el campo magnético del rotor, se suministra una CC al devanado del campo; y esto se realiza frecuentemente por medio de una excitatriz, la cual consta de un pequeño generador de CC impulsado por el motor, conectado mecánicamente a él. 
Se mencionó anteriormente que para obtener un par constante en un motor eléctrico, es necesario mantener los campos magnéticos del rotor y del estator constantes el uno con relación al otro. Esto significa que el campo que rota electromagnéticamente en el estator y el campo que rota mecánicamente en el rotor se deben alinear todo el tiempo.
La única condición para que esto ocurra consiste en que ambos campos roten a la velocidad sincrónica:
{\displaystyle n_{s}={\frac {60f}{p}}}
Es decir, son motores de velocidad constante.
Para una máquina sincrónica de polos no salientes (rotor cilíndrico), el par se puede escribir en términos de la corriente alterna del estator, {\displaystyle i_{s}(t)}, y de la corriente continua del rotor, {\displaystyle i_{f}}:
{\displaystyle T=k\cdot {\frac {i_{s}(t)}{i_{f}}}\cdot {\frac {1}{sen(\gamma )}}} donde {\displaystyle \gamma } es el ángulo entre los campos del estator y del rotor
El rotor de un alternador de dos polos debe hacer una vuelta completa para producir un ciclo de CA. Debe girar 60 veces por segundo (si la frecuencia fuera de 60 Hz), o 3.600 revoluciones por minuto (rpm), para producir una CA de 60 Hz. Si se puede girar a 3.600 rpm tal alternador por medio de algún aparato mecánico, como por ejemplo, un motor de CC, y luego se excita el inducido con una CA de 60 Hz, continuará girando como un motor síncrono.
Su velocidad de sincronismo es 3.600 rpm. Si funciona con una CA de 50 Hz, su velocidad de sincronismo será de 3.000 rpm. Mientras la carga no sea demasiado pesada, un motor síncrono gira a su velocidad de sincronismo y sólo a esta velocidad. Si la carga llega a ser demasiado grande, el motor va disminuyendo de velocidad, pierde su sincronismo y se para. Los motores síncronos de este tipo requieren todos una excitación de CC para el campo (o rotor), así como una excitación de CA para el estator.
Se puede fabricar un motor síncrono construyendo el rotor cilíndrico normal de un motor tipo jaula de ardilla con dos lados planos. Un ejemplo de motor síncrono es el reloj eléctrico, que debe arrancarse a mano cuando se para. En cuanto se mantiene la CA en su frecuencia correcta, el reloj marca el tiempo exacto. No es importante la precisión en la amplitud de la tensión.

### Motores de jaula de ardilla

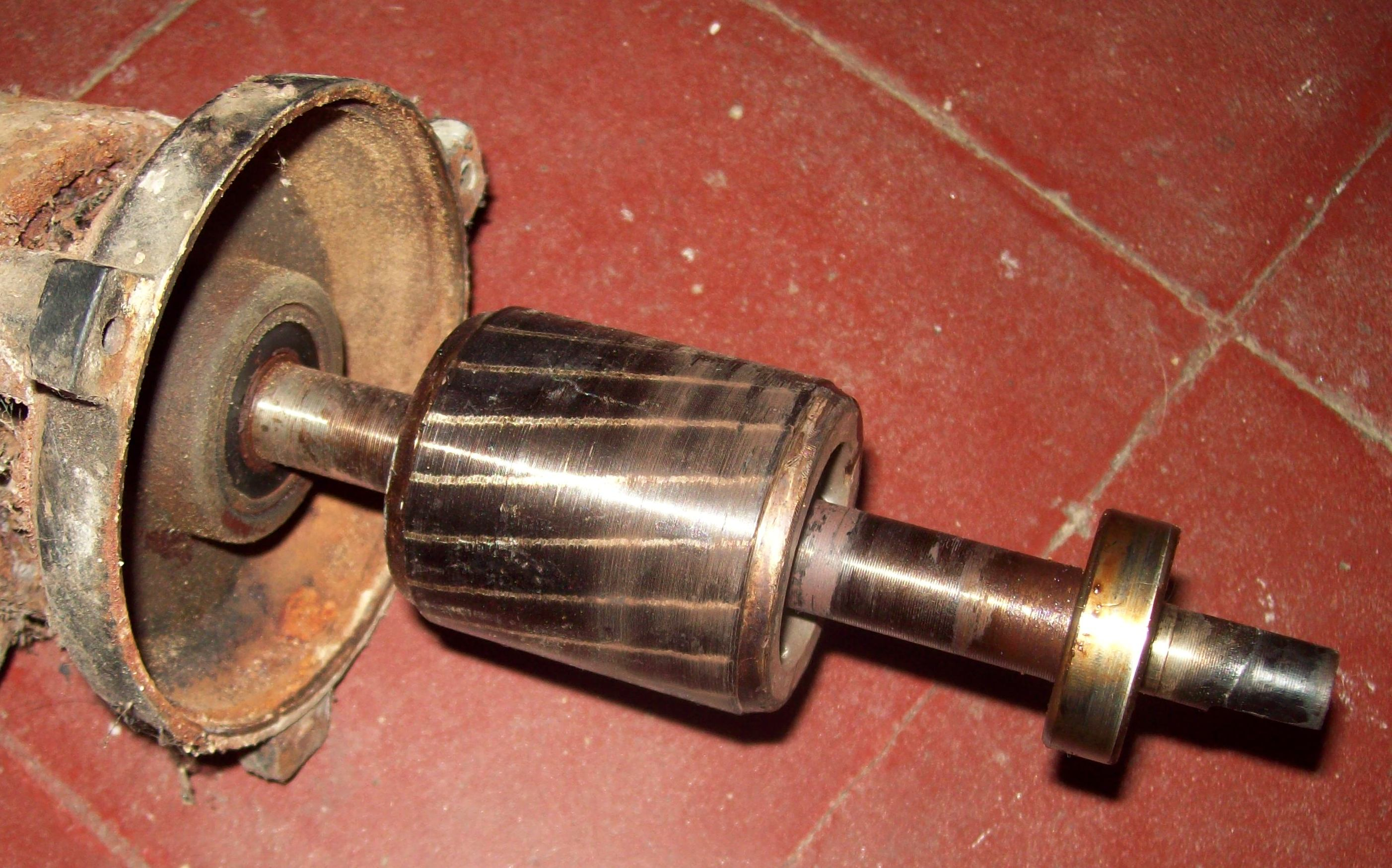
Foto de una jaula de ardillas de un motor de corriente alterna a 220 V.

La mayor parte de los motores que funcionan con CA de una sola fase tienen el rotor de tipo jaula de ardilla. Los rotores de jaula de ardilla reales son mucho más compactos y tienen un núcleo de hierro laminado.
Los conductores longitudinales de la jaula de ardilla son de cobre y van soldados a las piezas terminales de metal. Cada conductor forma una espira con el conductor opuesto conectado por las dos piezas circulares de los extremos. Cuando este rotor está entre dos polos de campos electromagnéticos que han sido magnetizados por una corriente alterna, se induce una fem en las espiras de la jaula de ardilla, una corriente muy grande las recorre y se produce un fuerte campo que contrarresta al que ha producido la corriente (ley de Lenz). Aunque el rotor pueda contrarrestar el campo de los polos estacionarios, no hay razón para que se mueva en una dirección u otra y así permanece parado. Es similar al motor síncrono el cual tampoco se arranca solo. Lo que se necesita es un campo rotatorio en lugar de un campo alterno.
Cuando el campo se produce para que tenga un efecto rotatorio, el motor se llama de tipo de jaula de ardilla. Un motor de fase partida utiliza polos de campo adicionales que están alimentados por corrientes en distinta fase, lo que permite a los dos juegos de polos tener máximos de corriente y de campos magnéticos con muy poca diferencia de tiempo. Los arrollamientos de los polos de campo de fases distintas, se deberían alimentar por CA bifásicas y producir un campo magnético rotatorio, pero cuando se trabaja con una sola fase, la segunda se consigue normalmente conectando un condensador (o resistencia) en serie con los arrollamientos de fases distintas.
Con ello se puede desplazar la fase en más de 20° y producir un campo magnético máximo en el devanado desfasado que se adelanta sobre el campo magnético del devanado principal.
El desplazamiento real del máximo de intensidad del campo magnético desde un polo al siguiente, atrae al rotor de jaula de ardilla con sus corrientes y campos inducidos, haciéndole girar. Esto hace que el motor se arranque por sí mismo.
El devanado de fase partida puede quedar en el circuito o puede ser desconectado por medio de un conmutador centrífugo que le desconecta cuando el motor alcanza una velocidad predeterminada. Una vez que el motor arranca, funciona mejor sin el devanado de fase partida. De hecho, el rotor de un motor de inducción de fase partida siempre se desliza produciendo un pequeño porcentaje de reducción de la que sería la velocidad de sincronismo.
Si la velocidad de sincronismo fuera 1800 rpm, el rotor de jaula de ardilla, con una cierta carga, podría girar a 1.750 rpm. Cuanto más grande sea la carga en el motor, más se desliza el rotor. En condiciones óptimas de funcionamiento un motor de fase partida con los polos en fase desconectados, puede funcionar con un rendimiento aproximado del 75%.
Otro modo de producir un campo rotatorio en un motor, consiste en sombrear el campo magnético de los polos de campo. Esto se consigue haciendo una ranura en los polos de campo y colocando un anillo de cobre alrededor de una de las partes del polo.
Mientras la corriente en la bobina de campo está en la parte creciente de la alternancia, el campo magnético aumenta e induce una fem y una corriente en el anillo de cobre. Esto produce un campo magnético alrededor del anillo que contrarresta el magnetismo en la parte del polo donde se halla él.
En este momento se tiene un campo magnético máximo en la parte de polo no sombreada y un mínimo en la parte sombreada. En cuanto la corriente de campo alcanza un máximo, el campo magnético ya no varía y no se induce corriente en el anillo de cobre. Entonces se desarrolla un campo magnético máximo en todo el polo. Mientras la corriente está decreciendo en amplitud el campo disminuye y produce un campo máximo en la parte sombreada del polo.
De esta forma el campo magnético máximo se desplaza de la parte no sombreada a la sombreada de los polos de campo mientras avanza el ciclo de corriente. Este movimiento del máximo de campo produce en el motor el campo rotatorio necesario para que el rotor de jaula de ardilla se arranque solo. El rendimiento de los motores de polos de inducción sombreados no es alto, varía del 30 al 50 por 100.
Una de las principales ventajas de todos los motores de jaula de ardilla, particularmente en aplicaciones de radio, es la falta de colector o de anillos colectores y escobillas. Esto asegura el funcionamiento libre de interferencias cuando se utilizan tales motores. Estos motores también son utilizados en la industria. El mantenimiento que se hace a estos motores es fácil.